# Arrenoseius palustris
Arrenoseius palustris är en spindeldjursart som först beskrevs av Chant 1960.  Arrenoseius palustris ingår i släktet Arrenoseius och familjen Phytoseiidae. Inga underarter finns listade i Catalogue of Life.